# Sven Simon
Pour les articles homonymes, voir Simon.
Sven Simon, né le 9 octobre 1978 à Lahn-Wetzlar, est un homme politique allemand et professeur de droit international et européen professeur à l'Université Philipps de Marbourg.
Membre de l'Union chrétienne-démocrate d'Allemagne (CDU), il est député européen depuis 2019 et siège au Parlement européen au sein groupe du Parti populaire européen (PPE).
Le 23 juillet 2024, il devient président de la commission des affaires constitutionnelles au Parlement européen.

## Biographie
Simon a commencé sa carrière académique à l'Université Justus Liebig de Giessen et à l'Université de Warwick, où il a obtenu un Certificat en droit anglais en 2003. Après son premier examen d'État en 2005, il a obtenu un doctorat en droit grâce à une bourse de la Fondation Hanns Seidel. Pendant ses études doctorales, il a été chercheur invité à l'Institut Max Planck de droit public comparé et de droit international à Heidelberg, à la Commission européenne à Bruxelles ainsi qu'à l'Organisation mondiale du commerce (OMC) à Genève. En 2009, il a terminé sa thèse de doctorat sur la « Libéralisation des services publics dans le droit de l'OMC et de l'UE » à la chaire du professeur Thilo Marauhn. Il a travaillé en tant que stagiaire au ministère fédéral de l'Économie et de l'Énergie, au cabinet juridique Weber-Yacobovitch-Feder à Tel Aviv, au cabinet Freshfields Bruckhaus Deringer à Francfort et à la Mission permanente allemande au siège des Nations unies à New York. En 2010, il a terminé le deuxième examen d'État. De 2010 à 2015, Simon a été chercheur postdoctoral à la chaire de droit public, international et européen à Gießen. En 2011 et 2014, il a été professeur invité à la faculté de droit de l'université du Wisconsin à Madison. En 2015, il termine son habilitation par une monographie sur les « Limites de la Cour constitutionnelle fédérale allemande dans le processus d'intégration européenne ». Cette œuvre a été officiellement consacrée par l'obtention de la venia legendi qui lui permet d´ enseigner le droit public, européen et international. D'octobre 2015 à septembre 2016, il a assuré en tant que professeur invité les charges académiques du professeur Philip Kunig à la chaire de droit public à l'université libre de Berlin. Depuis le 1er décembre 2016, il est titulaire de la chaire de droit international et droit européen combiné avec le droit public à l'université de Marbourg. Membre du comité exécutif fédéral depuis 2011 et vice-président fédéral de la Société allemande pour les Nations unies (DGVN) depuis octobre 2017, le professeur Simon conseille des organisations internationales gouvernementales et non gouvernementales à différents niveaux et agit comme observateur et consultant dans de nombreux projets de coopération au développement. En outre, il intervient en tant qu'observateur de procès dans diverses affaires portées devant les tribunaux internationaux . 

### Carrière politique
En 2000, Simon rejoint l'Union chrétienne-démocrate (CDU) et leur aile jeunesse Junge Union. Depuis lors, il occupe divers postes au sein de la hiérarchie du parti. Il est actuellement vice-président de l'arrondissement de Giessen [9]. Il est Membre de la Commission d´État partie des affaires européennes et, depuis 2006, membre du parlement dans l’arrondissement de Giessen. Il y exerce la fonction de vice-président du groupe CDU. En 2018, il a reçu la médaille de l’arrondissement pour service public. Simon est également vice-président de l'Union des fédéralistes européens dont il est devenu président de l'Académie européenne de Hesse en 2017.

### Prix et distinctions
- 2018 : Médaille du service public de l’arrondissement de Giessen[10].
- 2015 : Prix Dr Herbert Stolzenberg pour sa thèse d'habilitation[10].
- 2011 : Prix d'excellence de l'État de Hesse pour l'excellence de l'enseignement universitaire[11].
- 2011 : Prix Wolfgang Mittermeier pour l'excellence en enseignement universitaire[12].

## Publications (sélection)
- Liberalisierung von Dienstleistungen der Daseinsvorsorge im WTO- und EU-Recht, Mohr Siebeck, Tübingen 2009,  (ISBN 978-3-16-150000-8) (Thése de Doctorat)
- Grenzen des Bundesverfassungsgerichts im europäischen Integrationsprozess, Mohr Siebeck, Tübingen 2016,  (ISBN 978-3-16-154159-9) (Thése d´Habilitation)